# Barwa Addax
Barwa Addax ist ein spanisches Motorsportteam, das dem Spanier Alejandro Agag gehört. Das Team ging aus Campos Grand Prix hervor. Von 2009 bis 2013 ging Addax in der GP2-Serie an den Start.

## Geschichte

### GP3-Serie

#### 2010
2010 wurde die GP3-Serie gegründet, die als Unterklasse der GP2-Serie dienen soll. Barwa Addax startete in der GP3-Serie unter dem Namen Addax Team. Felipe Guimarães, Pablo Sánchez López und Mirko Bortolotti gingen für Addax an den Start. Mit acht Platzierungen in den Punkten war das Team wenig erfolgreich und belegte am Ende der Saison den achten Platz in der Gesamtwertung.

#### 2011
2011 startete Addax mit drei neuen Fahrern. Dominic Storey, Gabby Chaves und Dean Smith begannen die Saison. Chaves war der einzige, der die Saison komplett fuhr. Storey wurde nach zwei Rennwochenenden durch Tom Dillmann ersetzt und Smith gab sein Cockpit am letzten Rennwochenende an Vittorio Ghirelli ab. Smith war der erfolgreichste Fahrer des Teams und lag in der Fahrerwertung auf Gesamtrang zwölf. In der Teamwertung belegte Barwa Addac erneut den achten Rang.
Im Anschluss an diese Saison beendete Addax sein Engagement in der GP3-Serie.

### GP2-Serie
Nachdem sich Campos Grand Prix in der GP2-Serie 2008 den Teamtitel gewonnen hatte, zog sich Adrián Campos aus dem Team zurück. Darauf wurde das Team von Campos bisherigen Partner Agag übernommen und in Barwa Addax umbenannt. Der Name des Teams setzt sich aus dem Namen des Hauptsponsors, Barwa International und „Addax“, einer Antilopenart, deren Eigenschaften große Geschwindigkeit und Widerstandsfähigkeit sind, zusammen.

#### 2009

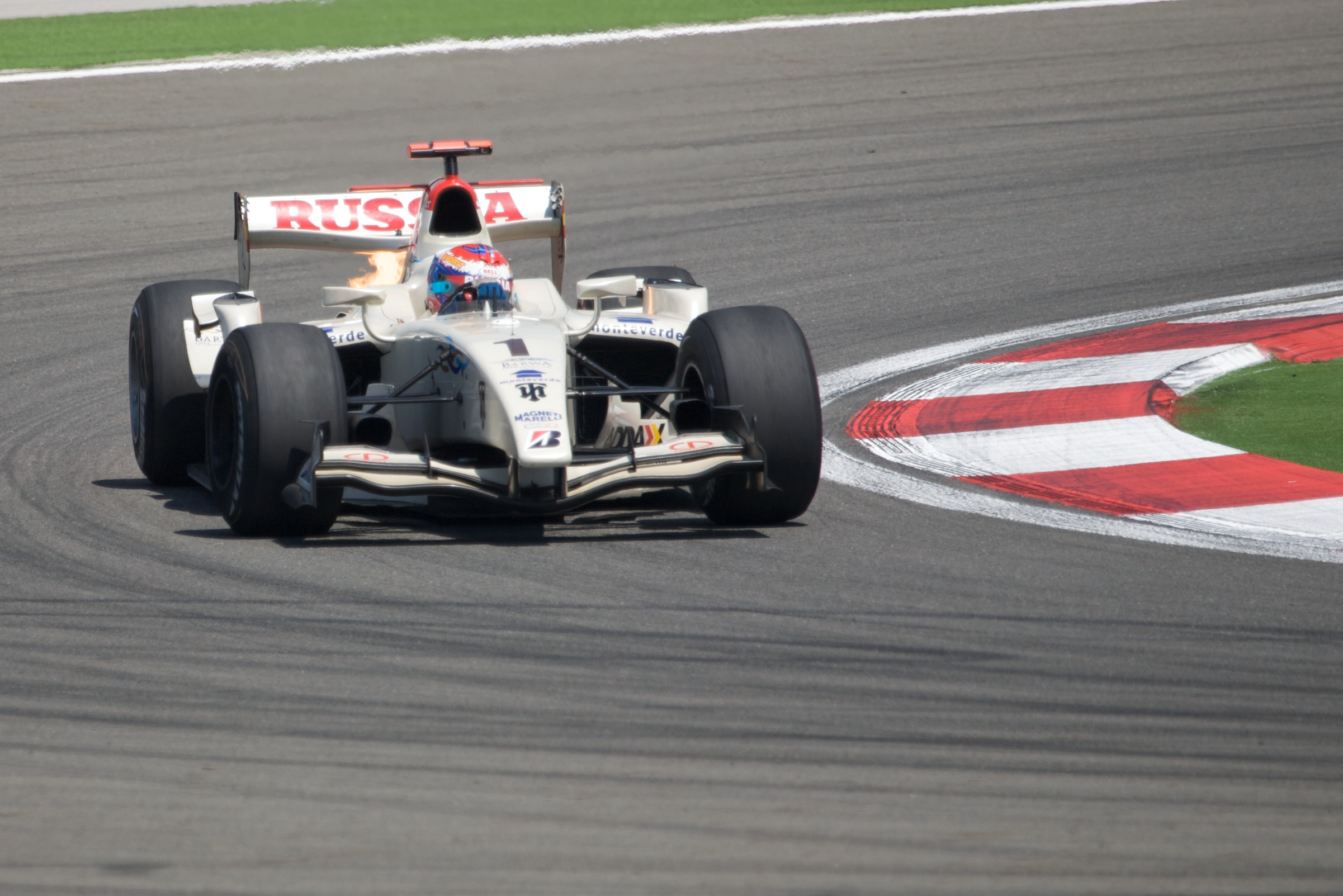
Witali Petrow 2009 auf dem Istanbul Park Circuit

Für die Saison 2009 wurden Romain Grosjean, zugleich Testfahrer bei Renault F1, und Witali Petrow, der schon im Vorgängerteam Campos aktiv war, verpflichtet. Mit drei Siegen in den ersten drei Hauptrennen starteten beide Fahrer gut in die Saison und sowohl Grosjean, als auch Petrow standen an der Spitze der Fahrerwertung. Nach sechs Rennwochenenden verließ Grosjean, der zu diesem Zeitpunkt auf dem zweiten Gesamtrang hinter Nico Hülkenberg lag, das Team und wechselte zu Renault F1 in die Formel 1. Von nun an wurde Petrow die Rolle des Teamleaders und Hülkenberg-Rivalen zuteil. Als zweiter Pilot und Grosjean-Ersatz wurde Davide Valsecchi verpflichtet. Während Petrow mit einem weiteren Sieg seine Titelchancen zumindest bist zum vorletzten Rennwochenende erhalten konnte, gelang es Valsecchi nur einmal Punkte einzufahren. Am Ende wurde Petrow hinter Hülkenberg Vizemeister und auch Barwa Addax wurde von ART Grand Prix auf den zweiten Platz verwiesen.

#### 2010

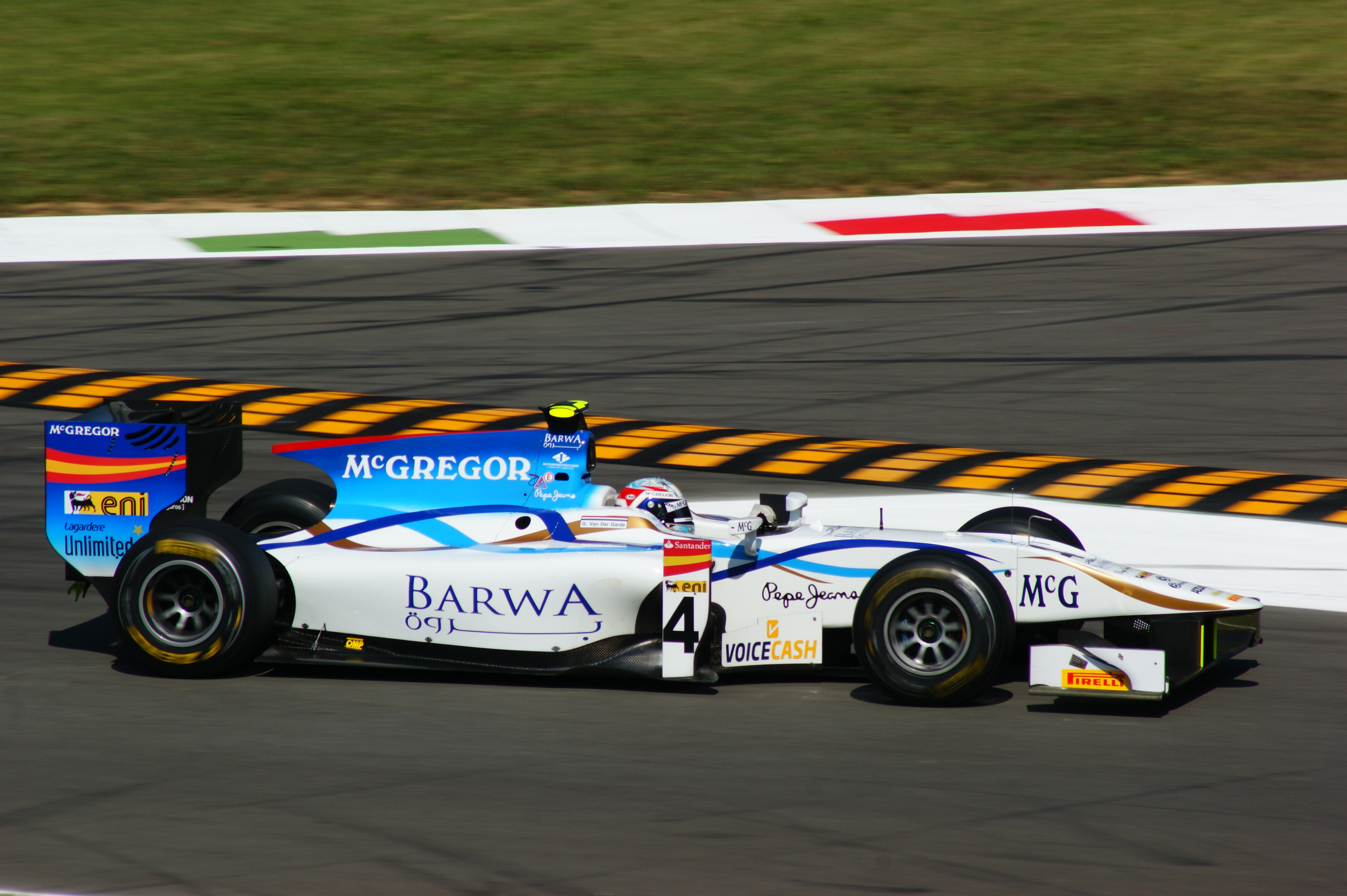
Giedo van der Garde 2011 in Monza

In der GP2-Asia-Serie-Saison 2009/2010 trat das Barwa Addax Team ebenfalls als Nachfolgeteam von Campos Grand Prix an. Als Fahrer verpflichtete das Team zunächst den Debütanten Max Chilton und Luiz Razia, der zuvor in der GP2-Serie für die Scuderia Coloni an den Start gegangen war. Beide Fahrer blieben im ersten Rennwochenende punktelos. Zum zweiten Rennwochenende wurde die Fahrerpaarung komplett geändert, damit die Fahrer für die GP2-Hauptsaison die Strecke in Abu Dhabi kennenlernen konnten. Für Chilton kam der Niederländer Giedo van der Garde und für Razia kam Sergio Pérez. Für van der Garde blieb es das einzige Rennwochenende, sein Cockpit bekam Chilton zurück. Perez fuhr zusätzlich das dritte Rennwochenende und fuhr die beiden einzigen Punkteplatzierungen in dieser Saison ein. Beim vierten und letzten Rennwochenende fuhr Rodolfo González neben Chilton. Das Team beendete die Saison auf dem zehnten Gesamtrang.
Bereits Ende 2009 gab Barwa Addax bekannt, dass es in der Saison 2010 mit dem Niederländer Giedo van der Garde und dem Mexikaner Sergio Pérez an den Start gehen wird. Beide Fahrer fuhren die gesamte Saison. Pérez gelangen fünf Siege und wurde zweiter der Fahrerwertung. Van der Garde siegte nicht, kam jedoch viermal auf das Podest. Er lag am Ende der Saison auf Gesamtrang sieben. In der Teamwertung erreichte das Team Position zwei.

#### 2011
In der GP2-Asia-Serie-Saison 2011 ging Addax mit Charles Pic und van der Garde an den Start. Während Pic in den zwei Rennwochenenden keine Punkte einfuhr und die Saison auf Gesamtrang 18 abschloss, gelangen van der Garde drei Punkteplatzierungen und wurde damit dritter der Fahrerwertung. In der Teamwertung schloss Barwa Addax die Gesamtwertung auf Position drei ab. In der GP2-Serie 2011 blieb die Fahrerpaarung die gleiche. Pic siegte im Laufe der Saison zweimal und fuhr insgesamt fünfmal auf das Podest. Auch van der Garde fuhr fünfmal auf das Podest, ein Sieg blieb ihm allerdings verwehrt. Am Ende der Saison lag Pic auf Gesamtrang vier, van der Garde auf fünf. In der Teamwertung sicherte Addax sich die Meisterschaft.
Zusätzlich nahm Addax an der Einzelveranstaltung GP2 Final 2011 mit den Fahrern Jake Rosenzweig und Jolyon Palmer teil. Palmer wurde hier vierter, Rosenzweig 19.

#### 2012
Zur Saison 2012 wurden die Asia-Serie in die Hauptserie integriert. Das Addax-Team trat zu dieser Saison mit neuer Fahrerpaarung an. Johnny Cecotto jr. fuhr die gesamte Saison, während das zweite Cockpit im Laufe der Saison mit drei Fahrern besetzt war: Josef Král, Dani Clos und Jake Rosenzweig. Insgesamt siegte das Team in drei Rennen, hatte allerdings Probleme konstant in die Punkteränge zu fahren. Am Ende der Saison belegte das Team den achten Platz der Gesamtwertung.

#### 2013

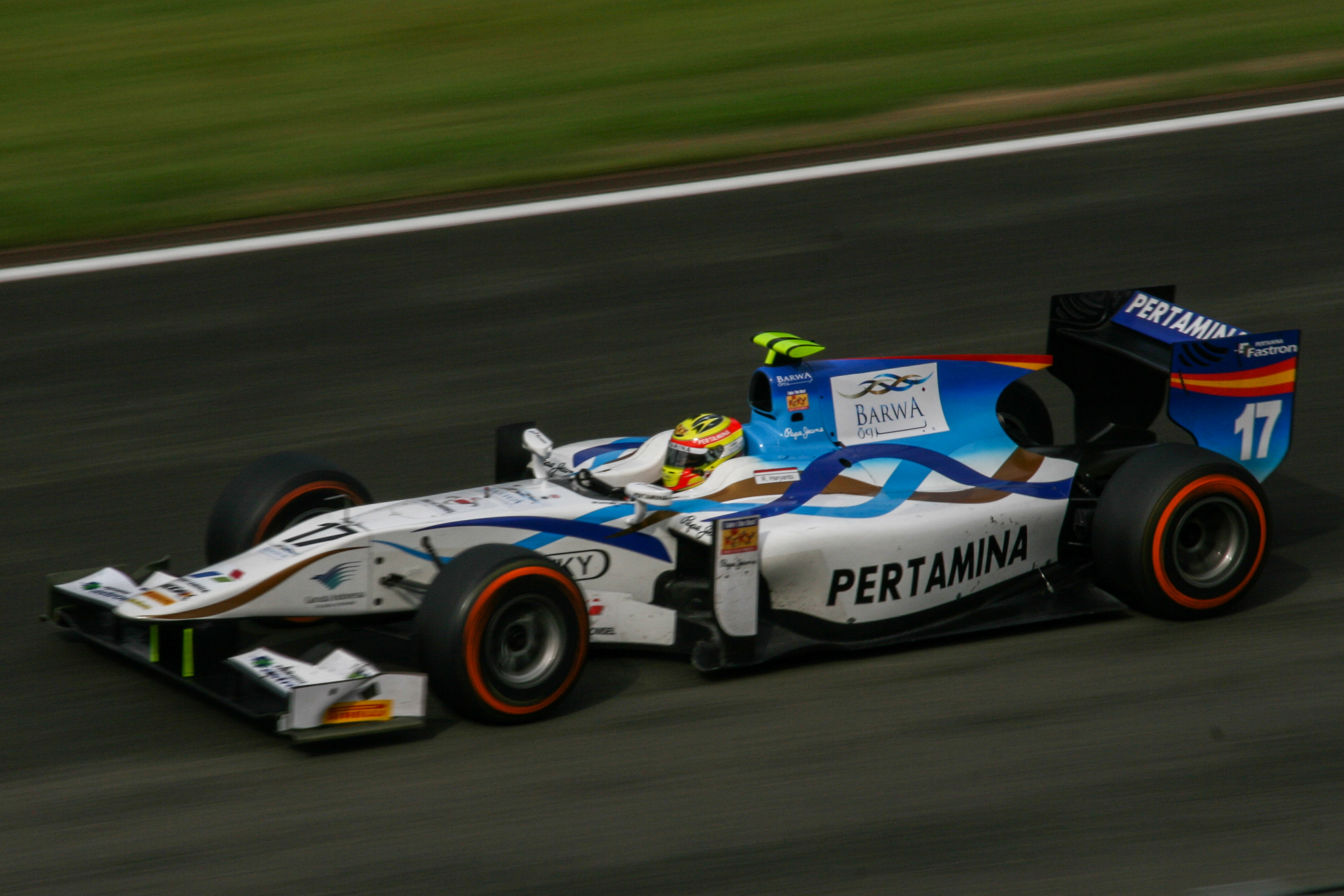
Rio Haryanto …

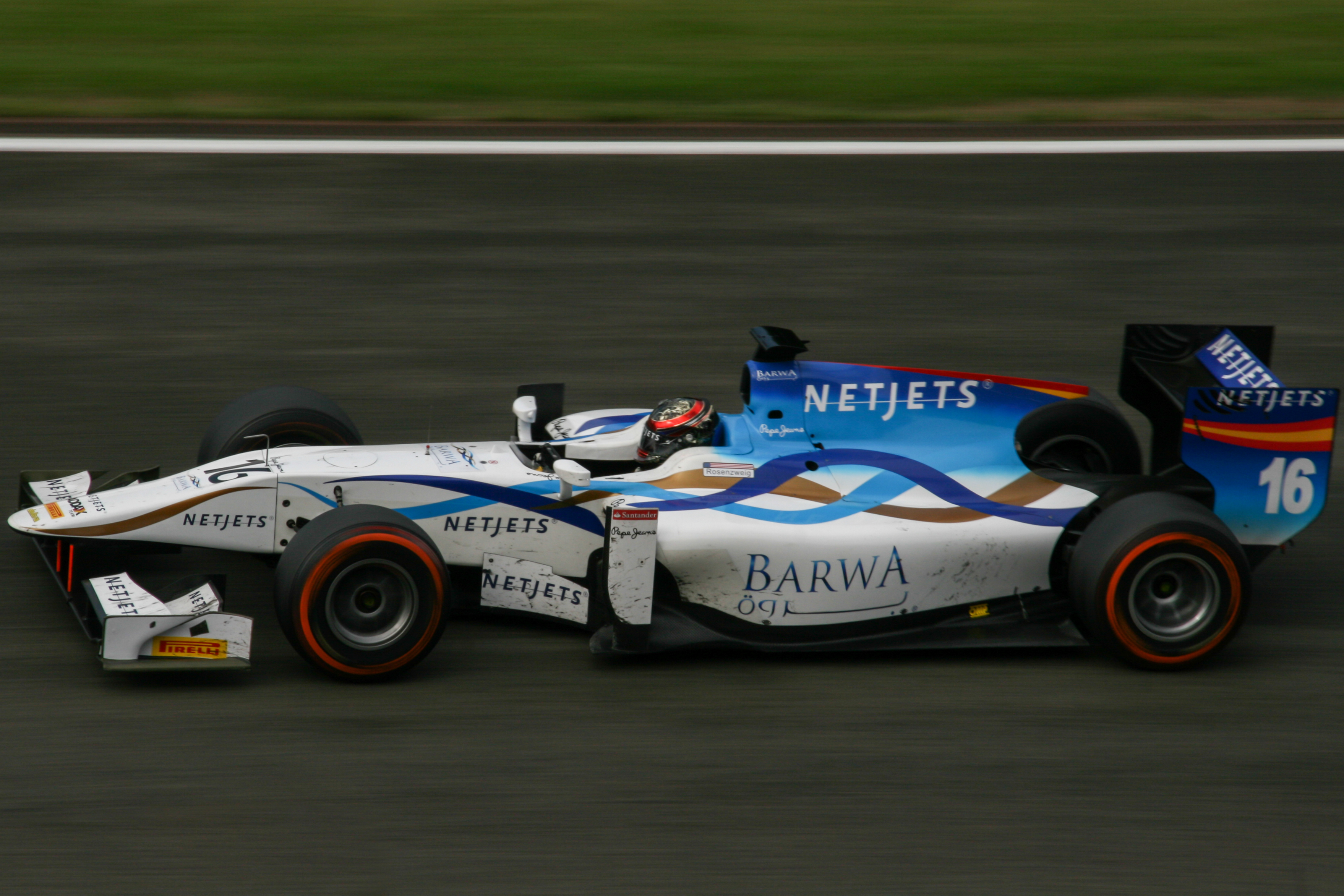
… und Jake Rosenzweig beim Sprintrennen der GP2-Serie in Spa-Francorchamps 2013

2013 blieb Rosenzweig bei Addax. Zweiter Fahrer neben ihm wurde Rio Haryanto. In den ersten vier Rennen blieb das Team ohne Punkte. Beim Hauptrennen in Spanien fuhr Haryanto mit einem neunten Platz erstmals in die Punkteränge. In den folgenden drei Rennen blieben beide Fahrer punktelos. Erneut war es Haryanto, der beim Hauptrennen in Silverstone mit Position sieben in die Punkte fuhr. Den daraus resultierenden Startplatz zwei verteidigte er darüber hinaus im Sprintrennen und fuhr die einzige Podestplatzierung der Saison ein. Bis zum Ende der Saison gelang es nur noch Haryanto einmal in die Punkteränge zu fahren. Rosenzweig beendete die Saison ohne Punkte auf dem Gesamtrang 28. Haryanto belegte am Ende Platz 19. In der Teamwertung erreichte Addax den 12. und somit vorletzten Platz.
2014 startete das Team nicht mehr in der GP2-Serie.

## Statistik

### Ergebnisse in der GP3-Serie
| Fahrer              | Nr.            | 1   | 2   | 3   | 4   | 5   | 6   | 7   | 8   | 9   | 10  | 11  | 12  | 13  | 14  | 15  | 16  | Punkte | Rang |
| ------------------- | -------------- | --- | --- | --- | --- | --- | --- | --- | --- | --- | --- | --- | --- | --- | --- | --- | --- | ------ | ---- |
| GP3-Serie 2010      | GP3-Serie 2010 | ESP | ESP | TUR | TUR | ESP | ESP | GBR | GBR | GER | GER | HUN | HUN | BEL | BEL | ITA | ITA | 25     | 8.   |
| Felipe Guimarães    | 17             | DNF | 20  | 3   | 6   | DNF | 18  | DNF | 23  | 7   | 7   | 13  | DNF | DNF | 9   | DNF | 17  | 25     | 8.   |
| Pablo Sánchez López | 18             | DNF | 15  | 21  | 16  | 14  | 9   | 21  | 14  | DNF | 11  | DNF | 16  | DNF | 25  | 18  | 12  | 25     | 8.   |
| Mirko Bortolotti    | 19             | 16  | DNF | 25  | 12  | 18  | 10  | 8   | 13  | 6   | 4   | 11  | 8   | DNF | 14  | 5   | 2   | 25     | 8.   |
| GP3-Serie 2011      | GP3-Serie 2011 | TUR | TUR | ESP | ESP | ESP | ESP | GBR | GBR | GER | GER | HUN | HUN | BEL | BEL | ITA | ITA | 69     | 2.   |
| Dominic Storey      | 23             | 20  | DNF | DNF | 27* |     |     |     |     |     |     |     |     |     |     |     |     | 69     | 2.   |
| Tom Dillmann        | 23             |     |     |     |     | 20  | DNF | DNF | 25* | 22  | 5   | 7   | 22  | 6   | DNF | DNF | 9   | 69     | 2.   |
| Gabby Chaves        | 24             | 10  | 12  | 13  | 6   | 4   | 5   | DNF | 14  | 27* | 17  | 23  | DNF | 16  | 16  | 17  | 7   | 69     | 2.   |
| Dean Smith          | 25             | 9   | 6   | 7   | 3   | 5   | 11  | 8   | 2   | 24  | DNF | 24  | 19  | 20  | 20  |     |     | 69     | 2.   |
| Vittorio Ghirelli   | 25             |     |     |     |     |     |     |     |     |     |     |     |     |     |     | DNF | 18  | 69     | 2.   |

### Ergebnisse in der GP2-Asia-Serie
| Fahrer                          | Nr.                             | 1   | 2   | 3   | 4   | 5   | 6   | 7   | 8   | Punkte | Rang |
| ------------------------------- | ------------------------------- | --- | --- | --- | --- | --- | --- | --- | --- | ------ | ---- |
| GP2-Asia-Serie-Saison 2009/2010 | GP2-Asia-Serie-Saison 2009/2010 | UAE | UAE | UAE | UAE | BRN | BRN | BRN | BRN | 5      | 10.  |
| Max Chilton                     | 05                              | 16  | 17  |     |     | 18  | 12  | 19  | 15  | 5      | 10.  |
| Giedo van der Garde             | 05                              |     |     | DNF | 19  |     |     |     |     | 5      | 10.  |
| Luiz Razia                      | 06                              | DNF | 11  |     |     |     |     |     |     | 5      | 10.  |
| Sergio Pérez                    | 06                              |     |     | 12  | 4   | 7   | 17  |     |     | 5      | 10.  |
| Rodolfo González                | 06                              |     |     |     |     |     |     | DNF | DNF | 5      | 10.  |
| GP2-Asia-Serie-Saison 2011      | GP2-Asia-Serie-Saison 2011      | UAE | UAE | ITA | ITA |     |     |     |     | 16     | 3.   |
| Charles Pic                     | 16                              | 9   | 21  | 20  | 11  |     |     |     |     | 16     | 3.   |
| Giedo van der Garde             | 17                              | 5   | 23  | 2   | 3   |     |     |     |     | 16     | 3.   |

### Ergebnisse in der GP2-Serie
| Fahrer              | Nr.            | 1   | 2   | 3   | 4   | 5   | 6   | 7   | 8   | 9   | 10  | 11  | 12  | 13  | 14  | 15  | 16  | 17  | 18  | 19  | 20  | 21  | 22  | 23  | 24  | Punkte | Rang |
| ------------------- | -------------- | --- | --- | --- | --- | --- | --- | --- | --- | --- | --- | --- | --- | --- | --- | --- | --- | --- | --- | --- | --- | --- | --- | --- | --- | ------ | ---- |
| GP2-Serie 2009      | GP2-Serie 2009 | ESP | ESP | MON | MON | TUR | TUR | GBR | GBR | GER | GER | HUN | HUN | EUR | EUR | BEL | BEL | ITA | ITA | POR | POR |     |     |     |     | 122    | 2.   |
| Witali Petrow       | 01             | 2   | 9   | 2   | 6   | 1   | 3   | 15  | 10  | 4   | 4   | DNF | 12  | 1   | 3   | DNF | 6   | 2   | 5   | 4   | DNF |     |     |     |     | 122    | 2.   |
| Romain Grosjean     | 02             | 1   | 2   | 1   | 17  | DNF | 12  | 5   | 4   | 18  | 5   | 10  | 4   |     |     |     |     |     |     |     |     |     |     |     |     | 122    | 2.   |
| Davide Valsecchi    | 02             |     |     |     |     |     |     |     |     |     |     |     |     | 10  | DNF | DNF | 8   | 14  | 9   | 7   | 14  |     |     |     |     | 122    | 2.   |
| GP2-Serie 2010      | GP2-Serie 2010 | ESP | ESP | MON | MON | TUR | TUR | ESP | ESP | GBR | GBR | GER | GER | HUN | HUN | BEL | BEL | ITA | ITA | UAE | UAE |     |     |     |     | 110    | 2.   |
| Giedo van der Garde | 03             | 20  | 9   | 6   | 2   | 4   | 3   | 4   | 2   | 9   | 7   | 12  | 9   | 5   | 4   | 9   | 2   | DNF | DNF | DNF | 19  |     |     |     |     | 110    | 2.   |
| Sergio Pérez        | 04             | 4   | DNF | 1   | 6   | DSQ | 7   | 11  | 16  | 5   | 1   | 2   | 1   | 3   | DNF | 7   | 1   | DNF | 13  | 1   | DNF |     |     |     |     | 110    | 2.   |
| GP2-Serie 2011      | GP2-Serie 2011 | TUR | TUR | ESP | ESP | MON | MON | ESP | ESP | GBR | GBR | GER | GER | HUN | HUN | BEL | BEL | ITA | ITA |     |     |     |     |     |     | 101    | 1.   |
| Charles Pic         | 03             | 7   | 4   | 1   | 19  | 8   | 1   | NC  | DNF | 11  | 10  | 2   | DSQ | 2   | 13  | DNF | 19  | 2   | DNF |     |     |     |     |     |     | 101    | 1.   |
| Giedo van der Garde | 04             | 4   | 2   | 2   | DNF | DNF | 9   | 2   | 3   | 8   | 3   | 6   | DNF | 4   | 4   | DNF | 20  | 21  | 13  |     |     |     |     |     |     | 101    | 1.   |
| GP2-Serie 2012      | GP2-Serie 2012 | MAS | MAS | BRN | BRN | BRN | BRN | ESP | ESP | MON | MON | ESP | ESP | GBR | GBR | GER | GER | HUN | HUN | BEL | BEL | ITA | ITA | SIN | SIN | 131    | 8.   |
| Johnny Cecotto jr.  | 01             | DNF | 22  | DNF | 22* | 9   | DNF | 18  | 13  | 1   | DNF | DSQ | DNF | 2   | 18* | 1   | 6   | DNF | DNF | 17  | DNF | 2   | 5   | DNF | 9   | 131    | 8.   |
| Josef Král          | 02             | 14  | 9   |     |     |     |     | 20  | 16  | DNF | 10  | DSQ | 11  | 16  | 10  | 12  | 13  | 24* | 17  | 4   | 1   |     |     |     |     | 131    | 8.   |
| Dani Clos           | 02             |     |     | 19* | 11  | DNF | DNF |     |     |     |     |     |     |     |     |     |     |     |     |     |     |     |     |     |     | 131    | 8.   |
| Jake Rosenzweig     | 02             |     |     |     |     |     |     |     |     |     |     |     |     |     |     |     |     |     |     |     |     | 18  | 19  | 15  | 17  | 131    | 8.   |
| GP2-Serie 2013      | GP2-Serie 2013 | MAS | MAS | BRN | BRN | ESP | ESP | MON | MON | GBR | GBR | GER | GER | HUN | HUN | BEL | BEL | ITA | ITA | SIN | SIN | UAE | UAE |     |     | 22     | 12.  |
| Jake Rosenzweig     | 16             | 18  | 20  | 16  | 19  | 14  | 22  | 14  | 10  | 14  | 21  | 23  | 18  | 25* | 15  | 17  | 21  | DNF | 18  | 15  | 18  | 21* | 11  |     |     | 22     | 12.  |
| Rio Haryanto        | 17             | 20  | 18  | 15  | 24  | 9   | 24  | DNF | 16  | 7   | 2   | 18  | 14  | 11  | 10  | 19  | 25  | 14  | 7   | 20  | 11  | 14  | 12  |     |     | 22     | 12.  |

| Legende  | Legende            | Legende                                                          |
| Farbe    | Abkürzung          | Bedeutung                                                        |
| -------- | ------------------ | ---------------------------------------------------------------- |
| Gold     | –                  | Sieg                                                             |
| Silber   | –                  | 2. Platz                                                         |
| Bronze   | –                  | 3. Platz                                                         |
| Grün     | –                  | Platzierung in den Punkten                                       |
| Blau     | –                  | Klassifiziert außerhalb der Punkteränge                          |
| Violett  | DNF                | Rennen nicht beendet (did not finish)                            |
| Violett  | NC                 | nicht klassifiziert (not classified)                             |
| Rot      | DNQ                | nicht qualifiziert (did not qualify)                             |
| Rot      | DNPQ               | in Vorqualifikation gescheitert (did not pre-qualify)            |
| Schwarz  | DSQ                | disqualifiziert (disqualified)                                   |
| Weiß     | DNS                | nicht am Start (did not start)                                   |
| Weiß     | WD                 | zurückgezogen (withdrawn)                                        |
| Hellblau | PO                 | nur am Training teilgenommen (practiced only)                    |
| Hellblau | TD                 | Freitags-Testfahrer (test driver)                                |
| ohne     | DNP                | nicht am Training teilgenommen (did not practice)                |
| ohne     | INJ                | verletzt oder krank (injured)                                    |
| ohne     | EX                 | ausgeschlossen (excluded)                                        |
| ohne     | DNA                | nicht erschienen (did not arrive)                                |
| ohne     | C                  | Rennen abgesagt (cancelled)                                      |
| ohne     | keine WM-Teilnahme |                                                                  |
| sonstige | P/fett             | Pole-Position                                                    |
| sonstige | 1/2/3/4/5/6/7/8    | Punktplatzierung im Sprint-/Qualifikationsrennen                 |
| sonstige | SR/kursiv          | Schnellste Rennrunde                                             |
| sonstige | *                  | nicht im Ziel, aufgrund der zurückgelegten Distanz aber gewertet |
| sonstige | ()                 | Streichresultate                                                 |
| sonstige | unterstrichen      | Führender in der Gesamtwertung                                   |